# Tigidia typica
Tigidia typica is een spinnensoort uit de familie Barychelidae. De soort komt voor in Madagaskar.